# カルロ・エマヌエーレ4世
カルロ・エマヌエーレ4世（イタリア語: Carlo Emanuele IV、1751年5月24日 - 1819年10月6日）は、サルデーニャ王国の第4代国王（在位：1796年 - 1802年）。ヴィットーリオ・アメデーオ3世の息子。

## 生涯
1751年、トリノでサルデーニャ王ヴィットーリオ・アメデーオ3世と王妃マリーア・アントニアの長子として生まれた。
1775年、フランス王ルイ16世の妹クロティルデと結婚した。政略結婚であったが、夫婦仲は大変良好であった。二人は子供を作ろうとしたができず、1782年には諦めた。
1796年10月14日に父である第3代国王ヴィットーリオ・アメデーオ3世が亡くなると王位を継いだが、サルデーニャはナポレオン・ボナパルトとのイタリア戦役で敗北し、5月15日にパリ条約を結ばされた。その上、軍隊は弱体で国は破産に近いと、問題が山積みであった。そのため、カルロ・エマヌエーレは王位を「茨の王冠」と称した。第一次対仏大同盟から脱落した弱体なサルデーニャであったが、その後もフランスのスパイと地元のジャコバンによる国王暗殺未遂事件が続いた。弱体な軍隊しかないサルデーニャはフランスには太刀打ちできず、1798年12月6日にジュベール将軍にトリノまで占領された。カルロ・エマヌエーレ4世はパルマ、次いでフィレンツェに落ち延びた。フィレンツェでは教皇ピウス6世と面会したが、フランスの攻勢は続き、1799年2月にトスカーナ大公国が占領されそうになると、サルデーニャ島まで逃げた。
一方、大陸では第二次対仏大同盟が結成され、ロシア軍がトリノを奪回したためカルロ・エマヌエーレ4世は帰還しようとした。しかし、1799年9月にリヴォルノ上陸した途端、ピエモンテがオーストリア軍に占領されていることを知ると、フィレンツェへ向かった。しかし、フランスが反撃を開始し、カルロ・エマヌエーレ4世は1800年6月からアレッツォ、フォリーニョ、フラスカーティ、ローマと南へ逃げ、11月にはナポリに着いた。フランス軍がローマを占領しないことを知るとローマへ向かったが、2ヵ月後にはまたナポリに住み着いた。その後、カルロ・エマヌエーレ4世はローマやナポリでコロンナ家のところに居候した。また、フラスカーティでヘンリー・ベネディクト・ステュアートを訪ねたりした。ヘンリーが1807年に亡くなるとジャコバイト王位継承者になったが、実際にイングランドおよびスコットランド王位を請求したことはなかった。
1802年3月にクロティルデが死去すると、悲しさのあまり同年6月に退位し、ローマに居を移した。王位は弟のヴィットーリオ・エマヌエーレ1世が継いだ。カルロ・エマヌエーレ4世は退位した後も王の称号を帯び続けた。1819年に死去し、ジャコバイトにおける王位請求権は弟のヴィットーリオ・エマヌエーレ1世が継いだ。